# يوسف بن إبراهيم أبو شيبة الجوهري
يوسف بن إبراهيم التميمي أبو شيبة الجوهري اللآل الواسطى، راوي حديث نبوي من الضعفاء.

## روايته للحديث النبوي
- روى عن: أنس بن مالك.
- روى عنه: إِسْمَاعِيل بْن عبد الاعلى العنزي الكوفي، وحماد بن عَمْرو النصيبي، وأبو قُتَيبة سلم بن قتيبة، وعبد الحميد بْن عَبْد الرحمن الحماني، وأبو مسعود عبد الرحمن بْن الْحَسَن الزجاج، وعقبة بن خالد السكوني، وعلي بن يزيد الصدائي، وعُمَر بن سليم الباهلي، والعلاء بن حصين قاضي مدينة الري، وقرة بن عيسى، ومحمد بن الحسن المزني الواسطي، وأبو النعمان المرزبان بْن مسروق الكندي والد مسروق بْن المرزبان.[1]
- الجرح والتعديل: قال محمد بن إسماعيل البخاري: «صاحب عجائب»، وقال أبو حاتم الرازي: «ضعيف الحديث، منكر الحديث، عنده عجائب.»، قال الحاكم النيسابوري: «ليس بالقوي عندهم»، روى له الترمذي، وابن ماجة.[1]